# Anterhynchium mellyi
Anterhynchium mellyi (лат.) — вид одиночных ос рода Anterhynchium из семейства Vespidae (Eumeninae).

## Распространение
Юго-Восточная Азия: Вьетнам, Индия, Китай, Мьянма, Таиланд.

## Описание
Чёрные осы с частично коричневато-оранжевым брюшком, длина около 1,5 см. Брюшко с коротким широким стебельком T1 (петиоль), который лишь немного уже второго тергита. Узкая базальная часть стернита S1 гладкая; брюшные тергиты тонко пунктированы у основания; жвалы самцов выемчатые у внутреннего края. Скутеллюм и задняя часть мезоскутума грубо и плотно пунктированы, матовые. Первый тергит и первый стернит чёрные. Проподеум ниже уровня метанотума. Средние голени с одной вершинной шпорой. Вид был впервые описан в 1852 году швейцарским энтомологом Анри де Соссюром под названием Rygchium mellyi de Saussure, 1852, а его видовой статус подтверждён в ходе ревизии, проведённой в 2019 году группой энтомологов из Китая (Ting-Jing Li; Chongqing Normal University, Чунцин), Гонконга (Christophe Barthélémy) и США (Джеймс Карпентер; American Museum of Natural History, Нью-Йорк).